# Синглауб, Джон
Джон Кирк Синглауб (англ. John Kirk Singlaub; 10 июля 1921, Индепенденс, Калифорния — 29 января 2022, Франклин, Теннесси) — американский военный и политик, генерал-майор армии США, один из основателей ЦРУ, активист правого движения. Участник ряда спецопераций Второй мировой, Корейской и Вьетнамской войн. Был начальником штаба американских войск в Южной Корее. Отправлен в отставку за публичную критику президента Картера, активно поддерживал политику президента Рейгана. Видный деятель правых политических организаций, руководитель американского отделения Всемирной антикоммунистической лиги, организатор помощи антикоммунистическим повстанческим движениям.

## На военной службе
Родился в семье калифорнийского среднего класса. С детства был склонен к жёсткому экстриму, ежегодно участвовал в горных походах по Сьерра-Неваде. Поступил в Калифорнийский университет, включился в программу офицерской подготовки ROTC.

### Во второй мировой войне
В 1943 году в звании второго лейтенанта Джон Синглауб поступил на службу в Управление стратегических служб (OSS). После обучение в шотландском тренировочном лагере был подключён к Операции «Джедбург». Непосредственным руководителем Синглауба являлся Уильям Кейси, будущий директор ЦРУ в администрации Рейгана. Когда Кейси снабжал участников операции цианидом на случай необходимого самоубийства Синглауб отказался, заявив, что ни при каких обстоятельствах не попадёт в плен.
Джон Синглауб и его группа были заброшены в оккупированную нацистами Францию, установили связь с группой Сопротивления в тылу гитлеровских войск, организовали несколько серьёзных диверсий. Синглауб лично участвовал в боестолкновениях с немцами. Задание было признано успешно выполненным: действия на юге Франции отвлекали немецкие силы в преддверии Нормандской операции.
В 1945 капитан Синглауб был переведён на Тихоокеанский театр Второй мировой войны. В конце августа он во главе спецгруппы из восьми человек был десантирован на остров Хайнань — с заданием освободить нескольких сотен американских, австралийских и голландских военнопленных, находившихся в японском плену. Десант был замечен, японский гарнизон поднят по тревоге. Однако Синглауб просто отдал приказ японцам освободить пленных и добился его выполнения.

### В Китайской, Корейской и Вьетнамской войнах
В конце 1940-х годов Джон Синглауб был привлечён к специальным операциям ЦРУ в Маньчжурии. В китайской гражданской войне США поддерживали Гоминьдан Чан Кайши против коммунистов Мао Цзэдуна. Здесь достигнуть успеха не удалось, Синглауб с трудом успел эвакуироваться из Мукдена.
С 1951 года Джон Синглауб — заместитель начальника резидентуры ЦРУ в Южной Корее. В этом качестве участвовал в Корейской войне. Руководил разведывательно-диверсионным спецподразделением, затем командовал пехотных батальоном. Лично участвовал в боях с северокорейскими войсками, был ранен.
В 1964 году переведён в Юго-Восточную Азию. С 1966 по 1968 Синглауб возглавлял спецподразделение MACV-SOG, перед которым ставилась задача перерезать Тропу Хо Ши Мина и пресечь военные поставки из ДРВ южновьетнамским коммунистам. Руководил комплексом нетрадиционных методов войны, курировал тайные операции в Южном Вьетнаме, Лаосе, Камбодже, Таиланде. Поддерживал хмонгское антикоммунистическое движение генерала Ванг Пао. Деятельность Синглауба в Индокитая создала ему репутацию «отца „зелёных беретов“».
Джон Синглауб имел высокие военные награды США — орден «Легион почёта», Серебряную звезду, Бронзовую звезду, медаль «За выдающиеся заслуги», Пурпурное сердце, Воздушную медаль. Был награждён также южнокорейской медалью «За службу на Корейской войне», южновьетнамской медалью «За кампанию во Вьетнаме» и крестом «За храбрость», орденом Облаков и Знамени Китайской республики, нидерландский орден Оранских-Нассау.

### Конфликт с президентом Картером
В 1970-х годах Джон Синглауб в звании бригадного генерала был начальником штаба вооружённых сил США в Южной Корее. Выступал за максимальное укрепление американской войсковой группировки и тесное военное сотрудничество с правительством Пак Чжон Хи. Генерал Синглауб был категорическим противником планов президента США Джимми Картера вывести американские войска с Корейского полуострова.
В интервью The Washington Post 21 марта 1977 Синглауб публично осудил решение Картера. Он гарантировал профессиональное исполнение приказа, но его критика была выдержана в резких тонах: генерал заявил, что президентское намерение ослабляет оборону Южной Кореи и провоцирует агрессию КНДР в течение четырёх-пяти лет. Публичная критика верховного главнокомандующего военными на действительной службе в США недопустима. Картер и министр обороны Гарольд Браун отреагировали быстро — 19 мая 1977 Джон Синглауб был снят с поста после получасового разговора с президентом. Однако начатый вывод из Южной Кореи американских войск (против которого выступали и Пак Чжон Хи, и японское правительство Такэо Фукуды, и руководство КНР во главе с Хуа Гофэном и Дэн Сяопином) вскоре был остановлен.
Генерал-майор Синглауб получил назначение на военную базу Форт-Макферсон в Атланте (штат Джорджия). В апреле 1978, выступая в Технологическом институте Джорджии, он вновь подверг критике президента Картера — на этот раз за отказ от полного цикла производства нейтронной бомбы и за согласие на уход из зоны Панамского канала. Было известно также несогласие Синглауба с планами армейских реформ — например, увеличением количества женщин-военнослужащих («негативно влияющих на солдат»). В военных вопросах, как и в политических, Синглауб стоял на консервативных позициях.
Его отставка стала предрешённой. 2 июня 1978 Джон Синглауб был уволен с военной службы. Сообщая об этом прессе, он снова критиковал Картера и отметил, что президент проигнорировал мнение Объединённого комитета начальников штабов.

## В гражданской политике

### «Правый крестоносец»
Джон Синглауб придерживал правых политических взглядов — консервативных в американском значении и жёстко антикоммунистических (этим прежде всего и объяснялись его конфликты с либеральным президентом Картером). С 1979 года он включился в политику. Вместе с конгрессменом Ларри Макдональдом организовывал систему правых политкомитетов и фондов. Особую активность Синглауб развил после выборов 1980 года, когда Джимми Картер потерпел поражение и президентом США был избран республиканец-неоконсерватор и радикальный антикоммунист Рональд Рейган.
В 1981 Джон Синглауб основал американский Совет за мировую свободу (USCWF) — неправительственную организацию антикоммунистического характера. Необходимое финансирование удалось получить за счёт тайваньского кредита и налоговых преференций от администрации Рейгана. UCCWF стал основой североамериканского отделение Всемирной антикоммунистической лиги (ВАКЛ), которое возглавил Джон Синглауб. Он принадлежал к ведущим фигурам американского крайне правого движения 1980-х годов и оказывал серьёзное влияние на международную антикоммунистическую и антисоветскую политику.
В 1980-е годы Джон Синглауб и USCWF осуществляли оперативную связь между официальными структурами администрации Рейгана — ЦРУ, СНБ — и антикоммунистическими движениями трёх континентов. Синглауб активно взаимодействовал с директором ЦРУ Уильямом Кейси и сотрудником СНБ подполковником Оливером Нортом.
Деятельность Синглауба характеризовалась как «правый крестовый поход». Он организовал разветвлённую систему материальной, финансовой, консультационной и оперативной поддержки антикоммунистическим повстанческим движениям — никарагуанским контрас, афганским моджахедам, ангольской УНИТА, мозамбикскому РЕНАМО, лаосскому Neo Hom, вьетнамскому Mặt trận, камбоджийскому KPNLF. Приветствовал создание Демократического интернационала — Джамбори. Своеобразный смотр сил — публичное собрание антикоммунистических активистов разных стран мира — был проведён Синглаубом в Далласе в сентябре 1985.
Синглауб поддерживал регулярные связи с Южной Кореей, Тайванем, парагвайским режимом Альфредо Стресснера. В Сальвадоре он оказывал помощь правительственной хунте, партии АРЕНА и правым христианским демократам в войне с марксистскими повстанцами ФНОФМ. Направлял Аугусто Пиночету поздравительные телеграммы в день 11 сентября, встречался с Марио Сандовалем Аларконом и Роберто д'Обюссоном. Особенно дружественные отношения сложились у Джона Синглауба с контрас и лично с Адольфо Калеро. Он организовал в США сбор пожертвование в размере 65 тысяч долларов на приобретение вертолёта для контрас. Постоянным спонсором политических проектов Синглауба и американской ВАКЛ являлся крупный деятель техасского нефтебизнеса Нельсон Хант, сын Гарольда Ханта.
В то же время, несмотря на тесные связи с ультраправыми, Джон Синглауб провёл в ВАКЛ своеобразную «чистку». Международное еврейское общество Бней-Брит признавало, что по инициативе Синглауба из Лиги были исключены многие носители антисемитских, расистских и нацистских взглядов.
В 1986—1987 Синглауб помогал правительству Филиппин в подавлении коммунистического повстанчества. При этом под прикрытием «поисков японского клада» организовывал поддержку индокитайским антикоммунистическим повстанцам за пределами Филиппин, что привело к конфликту Синглауба с командующим филиппинскими вооружёнными силами, будущим президентом Фиделем Рамосом.
Синглауб был причастен к делу Иран-контрас, выступал перед комиссией конгресса. На вопросы отвечал по существу, однако настаивал на необходимости совершённых действий. Впоследствии он резко критиковал подполковника Норта за недостаточно твёрдую позицию.
Он безоговорочно поддерживал президента Рейгана, называл его «символом нашей силы и победы над коммунистической тиранией»

### Воспоминания и размышления
Революции 1989 года, распад СССР, крах системы реального социализма и декоммунизация ряда марксистских режимов снизили актуальность антикоммунистической составляющей — главной в политической деятельности Джона Синглауба. В соавторстве с Малькольмом Макконнеллом в 1991 году Синглауб опубликовал книгу Hazardous Duty («Опасный долг»). Рассказ о службе Синглауба в американской армии и его последующей деятельности как антикоммунистического политика писатель Том Клэнси назвал «одиссеей американского патриота».
В более чем 90-летнем возрасте Синглауб продолжал политическую активность. Особенно жёсткую позицию занимал в корейском противостоянии. По его мнению, ядерная проблема Северной Кореи возникла из-за того, что Дугласу Макартуру в 1950—1953 не позволили довести до завершения войну с КНДР. Конфликт Синглауба с Картером (напоминающий конфликт Макартура с Трумэном) иногда ставится в пример поведения нынешним американским генералам.

## Частная жизнь
Проживал Синглауб в городе Франклин, штат Теннесси. Состоял в консультативном совете Фонда памяти жертв коммунизма. Много занимался делами ветеранов американского спецназа. Увлекался мотоциклетным и парашютным спортом, был прозван Джек-прыгун. Приезжая в Вашингтон, непременно посещал Арлингтонское национальное кладбище, где проводил время в раздумьях.
Джон Синглауб был дважды женат. В двух браках имел двух сыновей и двух дочерей, трёх падчериц, девять внуков и одиннадцать правнуков.

## Кончина и оценки
Скончался Джон Синглауб 29 января 2022 года в возрасте 100 лет. В некрологах он характеризовался как легенда коммандос и политический лидер. Цитировалось высказывание издателя The Arizona Republic Пэта Мэрфи: «Хорошо, если во время драки в баре такой парень на твоей стороне».
Левые и либеральные деятели критиковали Синглауба как ультраправого «ястреба холодной войны». Особое негодование вызывало его сотрудничество с ВАКЛ. Сам Синглауб называл забавными обвинения в криптофашизме и напоминал о своём участии в войне с немецкими и японскими фашистами. Правые считают Джона Синглауба «настоящим американским героем», победоносным борцом против нацистского и коммунистического тоталитаризма.